# Parastenomordella flavolongevittata
Parastenomordella flavolongevittata es una especie de coleóptero de la familia Mordellidae.

## Distribución geográfica
Habita en Brasil.